# Les Borrelles de Dellà
Les Borrelles de Dellà és un indret i partida del terme municipal de Castell de Mur, dins de l'antic terme de Mur, al Pallars Jussà, en terres del poble de Vilamolat de Mur.
Estan situades al sud-est de Vilamolat de Mur, entre el barranc de Cordillans -ponent- i el Tossal Gros, al peu del serrat. A ponent hi ha les Borrelles de Deçà.
Es tracta d'uns antics camps de conreu, actualment abandonats en la seva major part, disposats en feixes esgraonades en el coster del serrat esmentat.